# Els Verds (Bulgària)
El Moviment Verd (en búlgar: Зелено движение, Zeleno dvizhenie), fins al 2019 anomenats Els Verds (Зелените, Zelenite) és un partit polític de Bulgària, fundat el 2008 i d'ideologia ecologista. No té res a veure amb el Partit Verd de Bulgària, que forma part de la Coalició per Bulgària. Va sorgir d'una sèrie d'organitzacions no governamentals que sentien, després d'anys de treball en l'àmbit de la protecció del medi ambient, els drets humans, etc., que el seu treball necessitava un suport polític seriós si volia tenir un efecte durador.
Una de les principals motivacions per esdevenir partit polític va ser la crítica de diverses deficiències en el sistema polític a Bulgària, incloent la corrupció generalitzada, la manca de control democràtic, i el mal funcionament de les institucions de l'Estat a tots els nivells.
El partit es va constituir el maig de 2008 a Sofia. Durant els tres mesos següents, s'enregistraren més de 6000 membres. Segons els seus estatuts, el partit té tres presidents amb els mateixos drets. Van ser elegits com a presidents Denica Petrova, Andrey Kovachev i Petko Kovachev (2008).
Els Verds es consideren a si mateixos com a part de la xarxa dels partits verds a Europa. El programa polític dels Verds reflecteix en gran manera el programa del Partit Verd Europeu, però també inclou temes específics per a Bulgària com els canvis en el sistema polític per tal de superar els problemes inherents de la governabilitat i el control democràtic. A les eleccions legislatives búlgares de 2009 va obtenir 21.704 vots (0,51% dels vots) i cap escó.

## Resultats electorals

### Assemblea Nacional
| Any      | Vots    | %          | Escons  | +/– | Govern            |
| -------- | ------- | ---------- | ------- | --- | ----------------- |
| 2009     | 21,841  | 0.52 (#9)  | 0 / 240 | Nou | Extraparlamentari |
| 2013     | 26,520  | 0.75 (#14) | 0 / 240 | =   | Extraparlamentari |
| 2014     | 19,990  | 0.61 (#11) | 0 / 240 | =   | Extraparlamentari |
| 2017     | 101,217 | 2.96 (#7)  | 0 / 240 | =   | Extraparlamentari |
| Abr 2021 | 302,280 | 9.31 (#5)  | 4 / 240 | 4   | Anticipades       |
| Jul 2021 | 345,331 | 12.48 (#4) | 4 / 240 | =   | Anticipades       |
| Nov 2021 | 166,968 | 6,28 (#6)  | 2 / 240 | 2   | Coalició          |
| 2022     | 186,511 | 7.45 (#6)  | 3 / 240 | 1   | Anticipades       |
| 2023     | 621,069 | 23.54 (#2) | 3 / 240 | =   | Coalició          |

1. ↑  Dins la Coalició "Sí, Bulgària" (DaB!).
2. 1 2 3 4  Dins la coalició Bulgària Democràtica a través del DaB!.
3. ↑  Dins la coalició PP–DB

### Parlament Europeu
| Any  | Escons | Vots    | %     | Pos. | Notes                                                                            |
| ---- | ------ | ------- | ----- | ---- | -------------------------------------------------------------------------------- |
| 2009 | 0 / 18 | 18,444  | 0.72% | 10è  |                                                                                  |
| 2014 | 0 / 17 | 12,547  | 0.56% | 11è  |                                                                                  |
| 2019 | 0 / 17 | 118,484 | 6.06% | 5è   | Dins la coalició Bulgària Democràtica, que va aconseguir 1 eurodiputat (pel DSB) |